# Трупіал еквадорський
Трупіа́л еквадорський (Icterus graceannae) — вид горобцеподібних птахів родини трупіалових (Icteridae). Мешкає в Еквадорі і Перу. Вид названий на честь американської натуралістки Грейсанни Льюїс.

## Опис

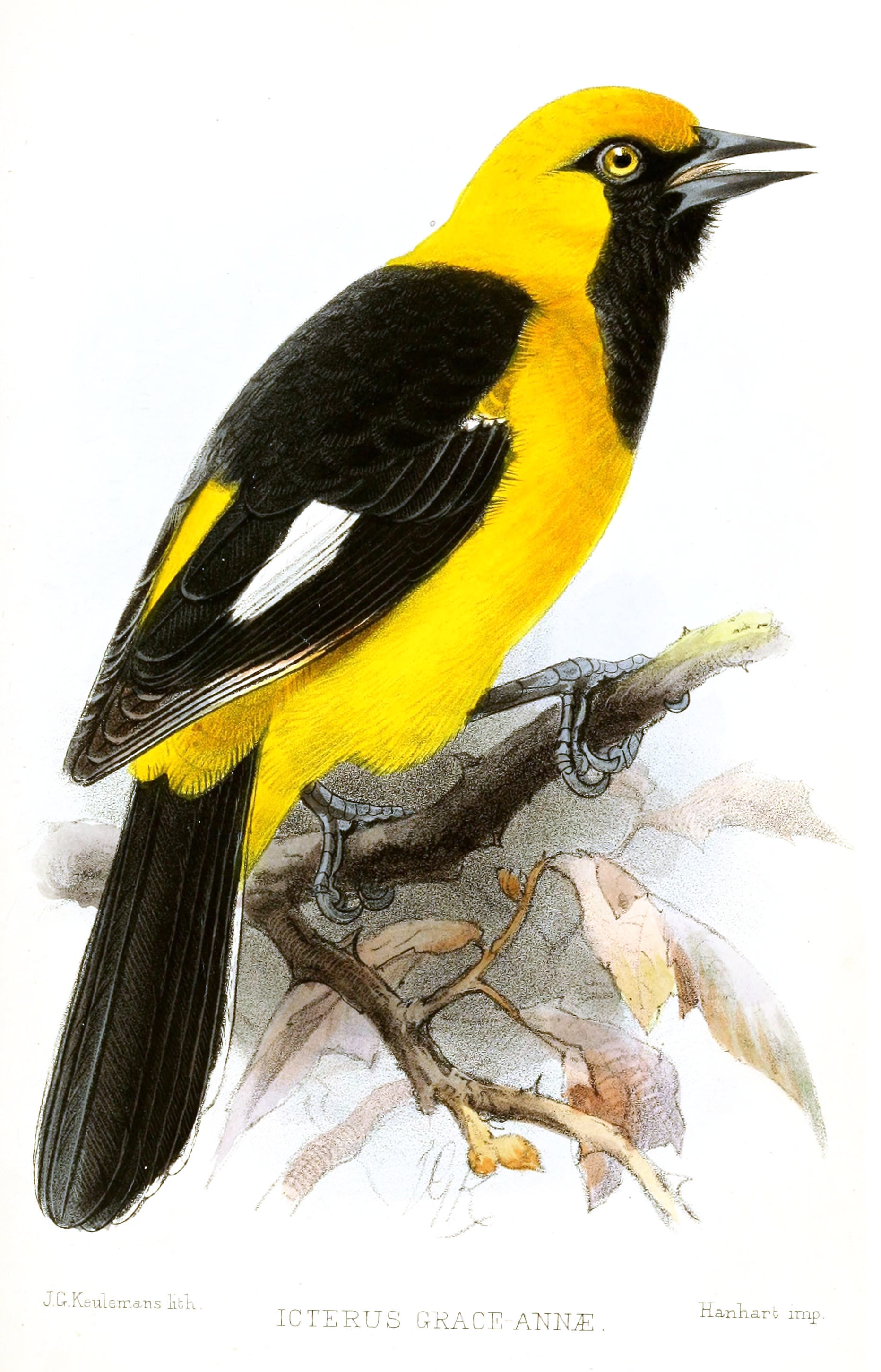
Еквадорський трупіал

Довжина птаха становить 19-20 см, самці важать 45,9 г, самиці 37,1 г. Забарвлення переважно жовтувато-оранжеве. На обличчі чорна "маска", горло, верхня частина грудей, крила і хвіст чорні. На крилах білі плями, хвіст має білі краї.

## Поширення і екологія
Еквадорські трупіали мешкають на заході Еквадору та на північному заході Перу (від Тумбеса і П'юри до Ла-Лібертада). Вони живуть в сухих тропічних лісах, рідколіссях і чагарникових заростях, на висоті до 300 м над рівнем моря. Живляться комахами, плодами і нектаром.